# K-550 Aleksandr Nevski
El K-550 Aleksandr Nevski (en ruso: Александр Невский) es un submarino de misiles balísticos ruso de propulsión nuclear de la clase Borei de cuarta generación (Proyecto 955A). Nombrado en honor al príncipe y santo ruso Alejandro Nevski, el submarino se colocó en marzo de 2004 y se planeó lanzarlo por primera vez en 2009. Sin embargo, los problemas presupuestarios y los repetidos fallos del arma principal del submarino, el misil balístico lanzado desde submarino Bulava, retrasaron la fecha de la botadura el lanzamiento. Sin embargo, los funcionarios rusos han afirmado que el submarino se completó a tiempo e incluso antes de lo previsto.

## Construcción

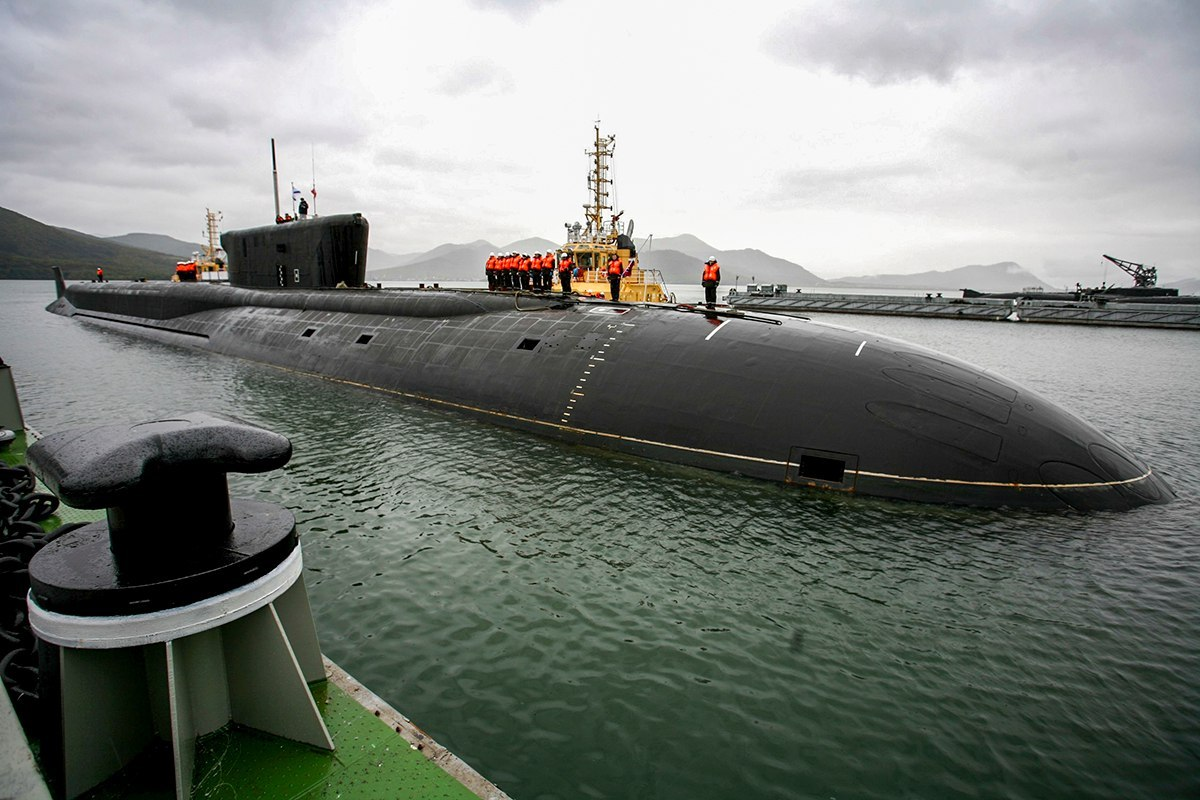
El Aleksandr Nevski en el año 2015.

El submarino debía salir de su nave de construcción el 30 de noviembre de 2010. Esto se pospuso hasta diciembre debido al mal tiempo, según el servicio de prensa del astillero.
El 2 de diciembre de 2010, el submarino fue lanzado desde su sala de construcción hasta el dique flotante y sería botado en una fecha futura desconocida. El submarino fue inspeccionado por el primer ministro ruso, Vladímir Putin, el 13 de diciembre de 2010. Con un coste estimado de 23 mil millones de RUR (unos 900 millones de dólares estadounidenses), el nuevo submarino no tiene diferencias significativas con el barco líder de la clase, el Yuri Dolgoruki.
El 24 de octubre de 2011, el submarino inició sus pruebas de mar. Estaba previsto lanzar el primer SLBM desde el Aleksandr Nevski en 2012.
El submarino entró en servicio el 23 de diciembre de 2013.

## Historial operativo

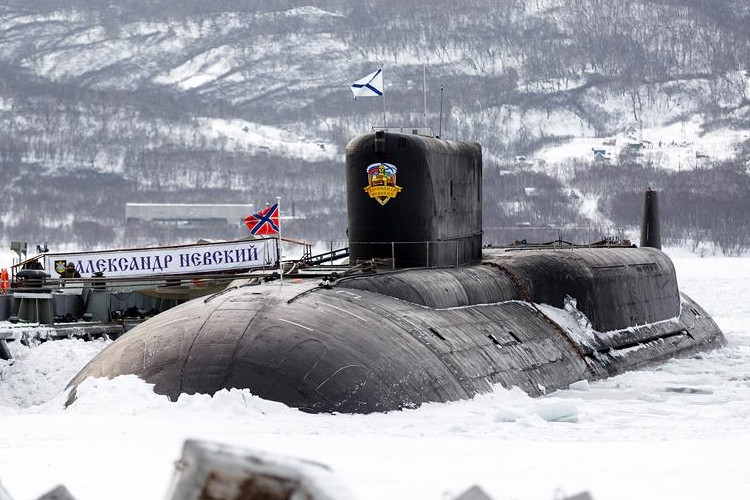
El Aleksandr Nevski en el año 2016.

El Aleksandr Nevski, fue dado de alta en la Armada rusa, según dijo una fuente del Ministerio de Defensa de Rusia a la agencia de noticias TASS el 14 de abril de 2015.
El Aleksandr Nevski pasó de la Flota del Norte a la Flota del Pacífico y llegó al puerto de Vilyuchinsk, en la península de Kamchatka, el 30 de septiembre de 2015.
El 10 de octubre de 2016, el K-550 había llegado a la zona rusa del Mar de Japón. Salió a la superficie cerca de una pequeña embarcación de pesca rusa, casi hundiendo el barco y su tripulación de dos pescadores. Filmaron la emersión del K-550 y su video se volvió viral en Rusia y fue noticia mundial. En noviembre de 2016, terminó una patrulla de combate.
A fines de 2019, el submarino nuclear ruso Omsk le atacó en ejercicios de simulación.
En septiembre de 2020 terminó una patrulla de combate.